# Sigmatomera (Eufurina) rufithorax
Sigmatomera (Eufurina) rufithorax is een tweevleugelige uit de familie steltmuggen (Limoniidae). De soort komt voor in het Neotropisch gebied.